# Estadio Corona
Het Estadio Corona is een multifunctioneel stadion in Torreón, een stad in Mexico. Het stadion maakt deel uit van het grotere Sportcomplex Territorio Santos Modelo. In het stadion is plaats voor 28.914 toeschouwers.
Het stadion wordt vooral gebruikt voor voetbalwedstrijden, de voetbalclub Santos Laguna maakt gebruik van dit stadion. In 2011 werden er in dit stadion wedstrijden gespeeld tijdens het wereldkampioenschap voetbal onder 17. In dit stadion werden 6 groepswedstrijden, een achtste finales en een halve finale gespeeld.

## Historie
De bouw van dit stadion verving het oude stadion met dezelfde naam. Het werd gebouwd tussen november 2007 en oktober 2009. Hierbij was HKS Arquitectos betrokken en het bouwen kostte ongeveer 100 miljoen dollar. Het werd geopend in 2009 en bij die opening trad Ricky Martin op en er was een vriendschappelijke wedstrijd tussen Santos Laguna en de Braziliaanse club Santos. Het eerste doelpunt werd gescoord door Vicente Matías Vuoso, in de zesde minuut van de wedstrijd.
In 2011 vond er net buiten het stadion een schietpartij plaats, tijdens de wedstrijden tussen Santos en Morelia. Er brak enige paniek uit in het stadion, maar er vielen geen doden of gewonden. De wedstrijd werd gestaakt in 40e minuut terwijl publiek en spelers dekking zochten.